# Новый Усад (Краснослободский район)
Новый Усад — село Краснослободского района Республики Мордовия в составе Красноподгорного сельского поселения. 

## География
Находится на расстоянии примерно 3 километра по прямой на север от районного центра города Краснослободск.

## История
Село возникло как выселок из села Усад и других русских сел Краснослободского края. Упоминается с XVIII века, в селе неоднократно строилась и обновлялась Покровская церковь. В 1869 года село было учтено как казенное село Краснослободского уезда из 200 дворов. 

## Население
Постоянное население составляло 498 человек (русские 96%) в 2002 году, 454 в 2010 году .